# Jérôme Jeannet
Jérôme Jeannet (Fort-de-France, Martinica, 26 de enero de 1977) es un deportista francés que compitió en esgrima, especialista en la modalidad de espada. Su hermano Fabrice también compitió en esgrima.
Participó en dos Juegos Olímpicos de Verano, obteniendo en total dos medallas de oro en la prueba por equipos, en Atenas 2004 (junto con Éric Boisse, Fabrice Jeannet y Hugues Obry) y en Pekín 2008 (con Fabrice Jeannet y Ulrich Robeiri).
Ganó siete medallas en el Campeonato Mundial de Esgrima entre los años 2001 y 2010, y cuatro medallas en el Campeonato Europeo de Esgrima entre los años 2002 y 2008.

## Palmarés internacional
| Juegos Olímpicos   | Juegos Olímpicos        | Juegos Olímpicos  | Juegos Olímpicos   |
| Año                | Lugar                   | Medalla           | Prueba             |
| ------------------ | ----------------------- | ----------------- | ------------------ |
| 2004               | Atenas (Grecia)         | Medalla de oro    | Espada por equipos |
| 2008               | Pekín (China)           | Medalla de oro    | Espada por equipos |
| Campeonato Mundial |                         |                   |                    |
| Año                | Lugar                   | Medalla           | Prueba             |
| 2001               | Nimes (Francia)         | Medalla de bronce | Espada por equipos |
| 2005               | Leipzig (Alemania)      | Medalla de oro    | Espada por equipos |
| 2007               | San Petersburgo (Rusia) | Medalla de oro    | Espada por equipos |
| 2007               | San Petersburgo (Rusia) | Medalla de bronce | Espada individual  |
| 2009               | Antalya (Turquía)       | Medalla de oro    | Espada por equipos |
| 2009               | Antalya (Turquía)       | Medalla de bronce | Espada individual  |
| 2010               | París (Francia)         | Medalla de oro    | Espada por equipos |
| Campeonato Europeo |                         |                   |                    |
| Año                | Lugar                   | Medalla           | Prueba             |
| 2002               | Moscú (Rusia)           | Medalla de oro    | Espada por equipos |
| 2007               | Gante (Bélgica)         | Medalla de oro    | Espada individual  |
| 2007               | Gante (Bélgica)         | Medalla de bronce | Espada por equipos |
| 2008               | Kiev (Ucrania)          | Medalla de oro    | Espada por equipos |